# Slesvig-Holsten
Slesvig-Holsten eller på tysk Schleswig-Holstein er den nordligste tyske delstat og grænser op til Danmark i nord, Nordsøen i vest, Østersøen og Mecklenburg-Vorpommern i øst, samt Nedersaksen og Hamborg i syd. Området tilhører geografisk halvøen Jylland. Historisk omfattede Slesvig-Holsten også Nordslesvig (det tidligere Sønderjyllands Amt). I dag har delstaten et areal på 15.800 km², og 2.959.517 (188 indb./km2) (31.12.2024) (2.896.900 (31. december 2018)) indbyggere. I delstaten bor et dansk og et frisisk mindretal. Ministerpræsident er Daniel Günther (CDU), der leder en sort-grøn (CDU-De Grønne) koalitionsregering, som tilsammen har 48 af 69 pladser i delstatsparlamentet.

## Historie
Fra bronzealderen til vikingetiden udvikledes der i Slesvig-Holsten med de nordgermanske jyder og anglere (i Slesvig eller Sønderjylland), friserne (i Nordfrisland), de vestgermanske sakser (i Holsten) og de slaviske obotritter (i Østholsten eller Wagrien) fire sprog- og folkegrupper. Mellem 768 og 811 kom det konstant til konfrontationer mellem den kristne kejser Karl den Store og de hedenske nordgermanere (skandinaverne). I 811 blev det i en fredsaftale bestemt, at Ejderen skulle være grænse mellem karolingerne og danskerne. Grænsen mistede senere sin praktiske betydning, men eksisterede juridisk frem til det Tysk-romerske riges undergang i 1806 eller måske endda til 1864. Fra 1111 øgedes selvstændigheden på begge sider af Ejderen, og hertugdømmerne Slesvig (som dansk len) og Holsten (som tysk len) opstod. Samtidig var den politiske og økonomiske kontakt mellem områderne tæt. I begyndelsen af 1200-tallet forsøgte den danske konge at indlemme Holsten i sit rige, men det mislykkedes på grund af nederlaget i slaget ved Bornhøved og på grund af modstand fra nordtyske fyrster. I 1386 blev Slesvig og Holsten første gang forenet i våben. Holstens senere historie er præget af talrige arvedelinger og hjemfald. I 1460 valgte adelen og borgerskabet, efter at schauenburgerne uddøde på mandesiden, den danske konge Christian 1. af det tyske fyrstehus Oldenburg til hertug af Slesvig og Holsten. Personalunionen med Danmark varede til 1864, da hertugdømmerne blev erobret af Preussen og Østrig og i 1866 indlemmet i Preussen.

### Grænsen til Danmark
I århundreder var Ejderen grænseflod mellem det danske len Slesvig og det tyske len Holsten og der blev talt dansk ned til linjen Egernførde-Husum. Efter den dansk-tyske krig 1864 rykkede den dansk-tyske grænse til Kongeåen. Først efter folkeafstemningen i 1920 fik grænsen sit nuværende forløb. Dog gjorde tyske nordslesvigere op til 1945 krav på en grænseflytning mod nord og fik opbakning fra de lokale nazispidser i Slesvig-Holsten. Umiddelbart efter 2. verdenskrig var det danske sydslesvigere, som gjorde krav på en grænseflytning mod syd. I septembernoten fra 1946 tilbød briterne Danmark en ændring af grænsen, hvilket Danmark dog afslog. Den danske regering erklærede derimod allerede den 9. maj 1945, at „grænsen ligger fast“ og med Bonn-København-erklæringen 1955 blev grænsedragningen anerkendt af stort set alle parter i regionen. I 2008 udtalte Søren Krarup i den danske presse, at den sydslesvigske befolkning egentlig er dansk uden dog at kræve en grænseflytning.

## Sprog
Foruden standardtysk tales nedertysk, dansk (som sydslesvigsk rigsdansk eller sønderjysk) og nordfrisisk (i flere dialekter). I Europarådets sprogpagt er dansk og nordfrisisk anerkendt som mindretalssprog og nedertysk som et regionalt sprog.

## Religion
Slesvig-Holsten er overvejende protestantisk. I år 2000 tilhørte 63,8 % af befolkningen den evangelisk-lutherske kirke, mens 6,1 % var katolikker. Frikirker har omkring 15 000 medlemmer, den danske kirke i Sydslesvig har omkring 6.500 medlemmer, 15.000 indbyggere er muslimer og 1.800 jøder.

## Turisme
Turistcentre er de nordfrisiske øer, hansabyen Lübeck og vikingebyen Hedeby. Både Lybæks indre by og Hedeby/Danevirke er anerkendt som Unesco-verdenskulturarv. Slesvig-Holsten har mange cykelstier. Den i 2007 åbnede Viking-Friser-Vej (Wikinger-Friesen-Weg) følger vikingernes historiske handelsvej langs Slien og Dannevirke.
Slesvig-Holstens naturparker er:
- Sli-Regionen (i det sydlige Angel og nordlige Svans)
- Hytten Bjerge (vest for Egernførde)
- Westensee (vest for Kiel)
- Holstensk Schweiz (i det østlige Holsten)
- Aukrug (vest for Neumünster)
- Lauenburgische Seen (i Lauenburg)

Ved vestkysten ligger Nationalparken Slesvig-Holstensk Vadehav. Nationalparkens kystlængde er 460 km og har et areal på 441.000 ha med vadehavet fra Elbens munding i syd til den danske grænse i nord. I 2009 blev nationalparken optaget på UNESCOs Verdensarvsliste.
Ved Elben ligger biosfærereservat Flodlandskabet Elbe (Biosphärenreservat Flußlandschaft Elbe).

## Administration

### Kredse
Slesvig-Holsten er inddelt i 11 Kreise (ental Kreis), som kan sammenlignes med de 24 danske amtskommuner før 1. april 1970
(i parentes hovedby for en Kreis og bilers registreringsbogstaver)
1. Ditmarsken (Heide, HEI)
2. Lauenburg (Ratzeburg, RZ)
3. Nordfrisland (Husum, NF)
4. Ostholstein (Eutin, OH)
5. Pinneberg (Pinneberg, PI)
6. Plön (Plön, PLÖ)
7. Rendsborg-Egernførde (Rendsborg, RD)
8. Slesvig-Flensborg (Slesvig By, SL)
9. Segeberg (Bad Segeberg, SE)
10. Steinburg (Itzehoe, IZ)
11. Stormarn (Bad Oldesloe, OD)

### Uafhængige byer
Der er endvidere fire uafhængige byer (købstæder), hvor hver by er Kreisfrei og ikke tilhører nogen Kreis - som købstæderne i Danmark før 1. april 1970 -
(i parentes bilers registreringsbogstaver )
| 1. Flensborg (FL) 2. Kiel (KI) 3. Lübeck (HL) 4. Neumünster (NMS) |

### Kommuner
Slesvig-Holsten er inddelt 1104 kommuner (flertal Gemeinden, ental Gemeinde) (fra 1. marts 2023), herunder de 4 købstæder. 1020 kommuner har oprettet 83 fællesforvaltninger (fra 1. juni 2023) (flertal Ämter ental Amt) for at klare administrationen for disse kommuner. Omkring 900 af disse kommuner har hver især under 2000 indbyggere.

### Mest folkerige kommuner
| Kommune          | Kreds                 | Indbyggere 31.12.2000 | Indbyggere 30.6.2005 |
| ---------------- | --------------------- | --------------------- | -------------------- |
| Kiel             | Kreisfrei             | 232.612               | 233.244              |
| Lübeck           | Kreisfrei             | 213.399               | 211.961              |
| Flensborg        | Kreisfrei             | 84.281                | 85.971               |
| Neumünster       | Kreisfrei             | 79.831                | 78.333               |
| Norderstedt      | Segeberg              | 71.523                | 71.377               |
| Elmshorn         | Pinneberg             | 47.391                | 48.386               |
| Pinneberg        | Pinneberg             | 39.423                | 41.209               |
| Itzehoe          | Steinburg             | 33.549                | 33.285               |
| Wedel            | Pinneberg             | 32.060                | 31.841               |
| Rendsborg        | Rendsborg-Egernførde  | 29.321                | 28.469               |
| Ahrensburg       | Stormarn              | 29.117                | 30.087               |
| Geesthacht       | Hertugdømet Lauenburg | 29.106                | 29.404               |
| Slesvig By       | Slesvig-Flensborg     | 25.093                | 24.182               |
| Henstedt-Ulzburg | Segeberg              | 24.950                | 26.099               |
| Reinbek          | Stormarn              | 24.570                | 25.572               |
| Bad Oldesloe     | Stormarn              | 23.314                | 24.027               |
| Egernførde       | Rendsborg-Egernførde  | 23.304                | 23.162               |
| Husum            | Nordfrisland          | 20.994                | 20.942               |
| Heide            | Dithmarschen          | 20.530                | 20.660               |
| Bad Schwartau    | Ostholstein           | 20.098                | 19.696               |
| Quickborn        | Pinneberg             | 19.875                | 20.240               |
| Kaltenkirchen    | Segeberg              | 18.081                | 19.581               |

### Landskaber
- Angel (tysk: Angeln)
- Ditmarsken (Dithmarschen)
- Ejdersted (Eiderstedt)
- Hytten Bjerge (Hüttener Berge)
- Holstensk Schweiz (Holsteinische Schweiz) i Wagrien
- Jernved (Dänischer Wohld)
- Lauenburg
- Nordfrisland
- Probstei
- Slesvigsk Geest (Schleswigsche Geest)
- Stormarn
- Svans (Schwansen)